# 珠海大劇院
珠海大劇院（英语：Zhuhai Grand Theater），原称珠海歌剧院，位于中国广东省珠海市野貍島北部，是珠海市内重要的文化艺术表演场地，也是目前中国国内唯一建设在海岛上的大剧院，于2016年12月31日正式启用，由北京保利剧院运营。
珠海大劇院总建筑面积59000平方米，项目投资估算17.18亿元，由珠海城市建设集团投资兴建，主体建筑以一大一小的“日月貝”為設計造型，大貝殼被稱為“日貝”，高90米，可容納1550位觀眾，小貝殼被稱為“月貝”，是可容納550位觀眾的的多功能小剧场。劇院內有觀景台，方便觀眾觀山看海。

## 历史
珠海大剧院项目自批准立项之后，2008年，珠海市政府面向全球征集大剧院建筑设计方案，先后有33家设计机构参加了概念设计方案的竞争。2009年9月，由陈可石担任主创设计师，香港中营都市与建筑设计中心、北京大学中国城市设计研究中心和北京市建筑设计研究院深圳分院设计联合体设计的“日月贝”方案荣获一等奖，并被确定为实施方案。
2010年4月28日，珠海大剧院在珠海情侣路对开海面的野狸岛填海区正式破土动工。2013年12月29日，珠海大剧院主体结构顺利封顶。
2015年9月，珠海城建集团与北京保利剧院管理公司举行珠海大剧院委托经营管理签约仪式，委托北京保利剧院进行珠海大剧院的经营管理。
2016年10月27日，珠海大剧院举行全面运营启动暨开票仪式，首场演出1550张门票于开票后两小时内全部售出。
2016年12月31日，珠海大剧院迎来首演——由俄罗斯国家交响乐团表演的《2017新年音乐会》，运营第一年，125个演出院团共表演156场，累计平均上座率92%，累计接待观众达14万人次。
2020年，珠海大剧院工程获第十七届中国土木工程詹天佑奖。

## 交通

### 公共汽车
- Z11：香洲-日月贝